# Ожехувка (Підляське воєводство)
Ожехувка (пол. Orzechówka) — село в Польщі, у гміні Райґруд Ґраєвського повіту Підляського воєводства.
Населення — 59 осіб (2011).
У 1975-1998 роках село належало до Ломжинського воєводства.

## Демографія
Демографічна структура станом на 31 березня 2011 року:
|          | Загалом | Допрацездатний вік | Працездатний вік | Постпрацездатний вік |
| -------- | ------- | ------------------ | ---------------- | -------------------- |
| Чоловіки | 32      | 6                  | 19               | 7                    |
| Жінки    | 27      | 3                  | 13               | 11                   |
| Разом    | 59      | 9                  | 32               | 18                   |